# Dekkerlager

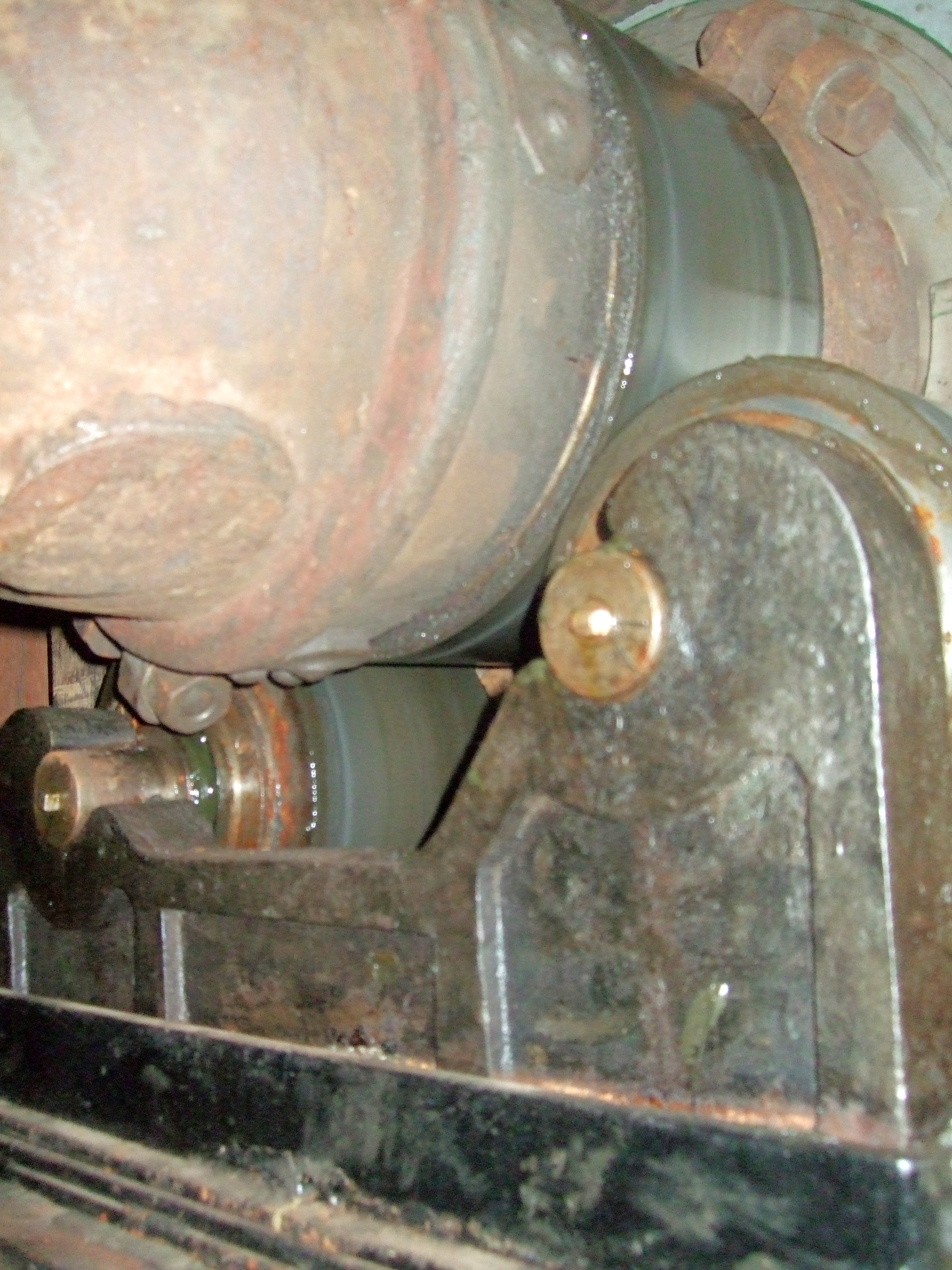
Dekkerlager bij de Buitenwegse Molen

Het Dekkerlager werd toegepast bij het halslager van de gietijzeren bovenas van een windmolen en werd ontwikkeld door A.J. Dekker uit Hazerswoude, die ook de Dekkerwiek heeft ontwikkeld.
Het lager bestaat uit een gietijzeren bak met twee gietijzeren rollen. De rol, die bij de keerstijl ligt, is iets kleiner en ligt iets hoger dan de andere rol. Bij dit lager moet er een hardstalen manchet, die uit twee delen bestaat, om de hals van de bovenas aangebracht worden om overmatige slijtage te voorkomen. Een probleem bij dit lager was het heetlopen van de bovenas door de zware druk die deze as uitoefende op het lager, waardoor de smering onvoldoende was.
Alleen de door een brand in de nacht van 14 op 15 maart 2016 ernstig beschadigde Buitenwegse Molen heeft nog een Dekkerlager.

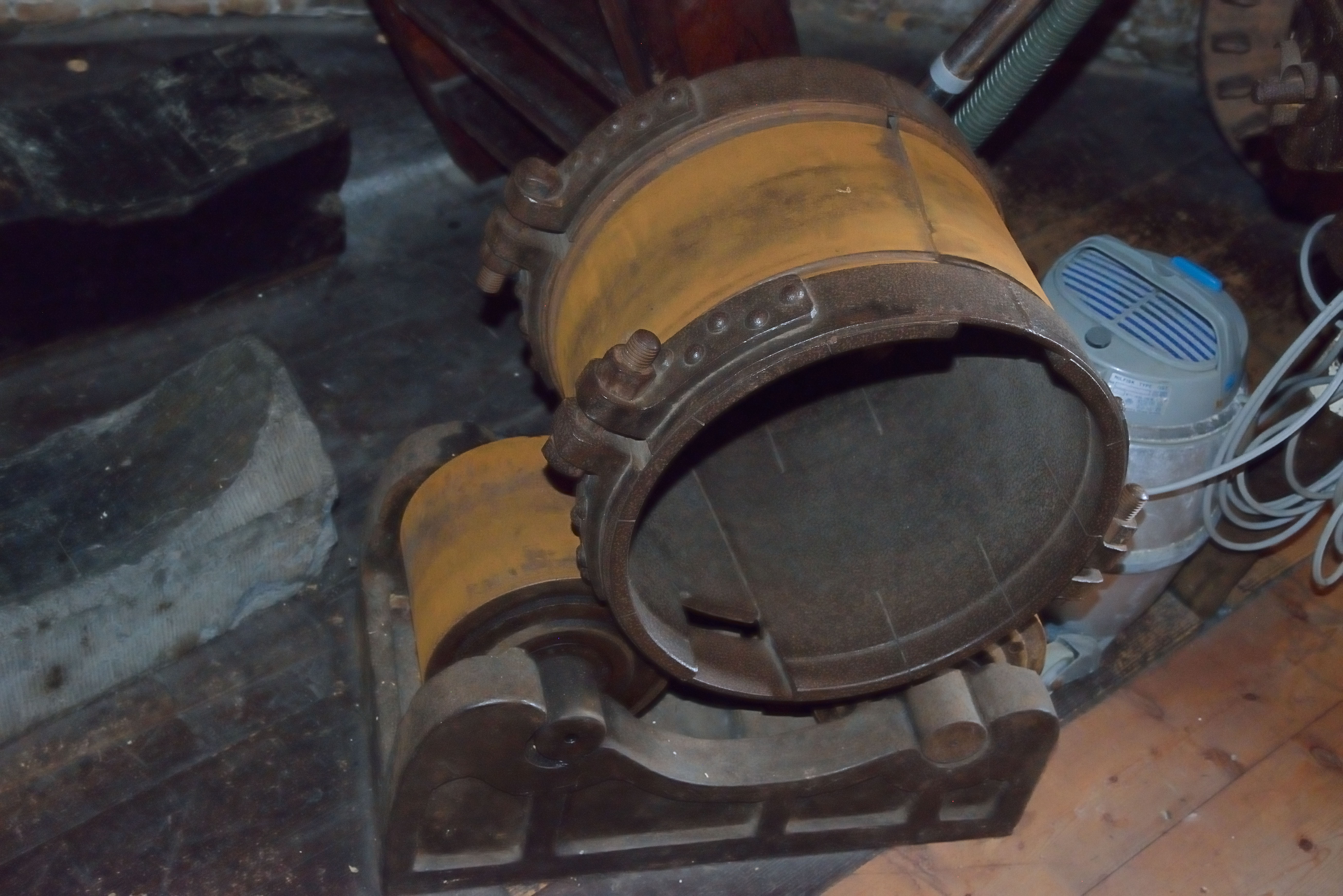
Dekkerlager bij molen De Valk in Leiden met hardstalen manchet
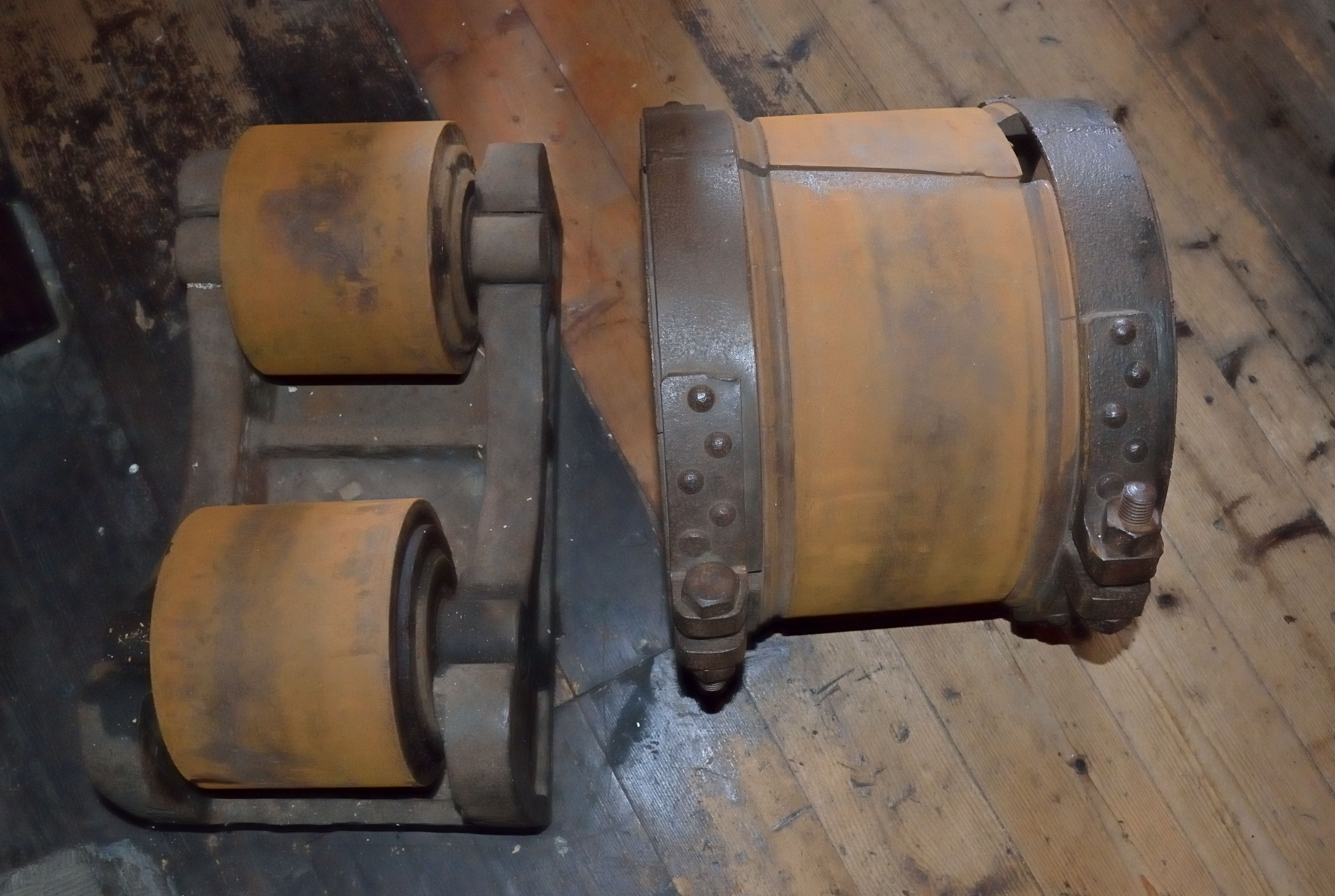
Dekkerlager bij molen De Valk in Leiden met hardstalen manchet
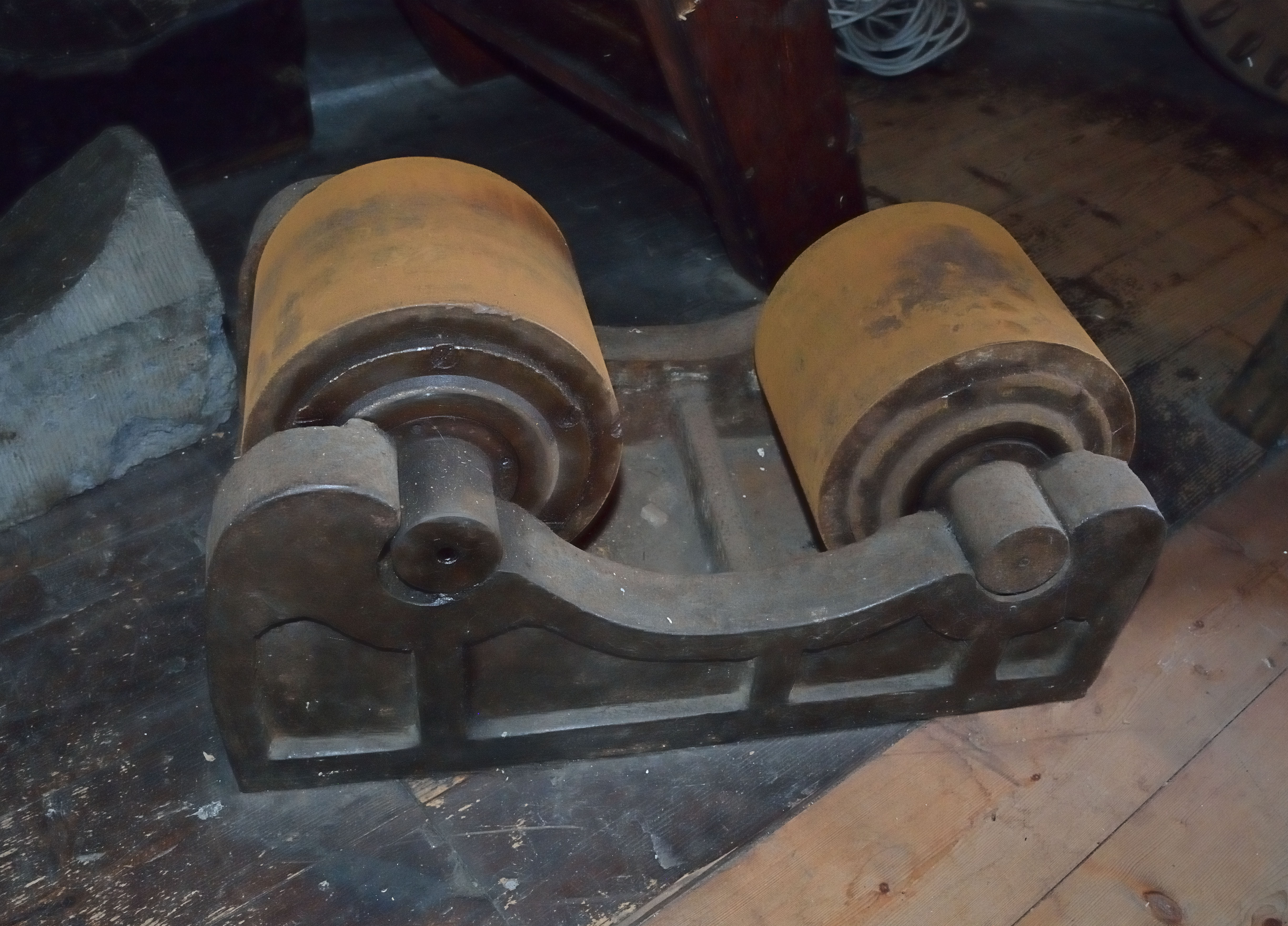
Dekkerlager bij molen De Valk in Leiden
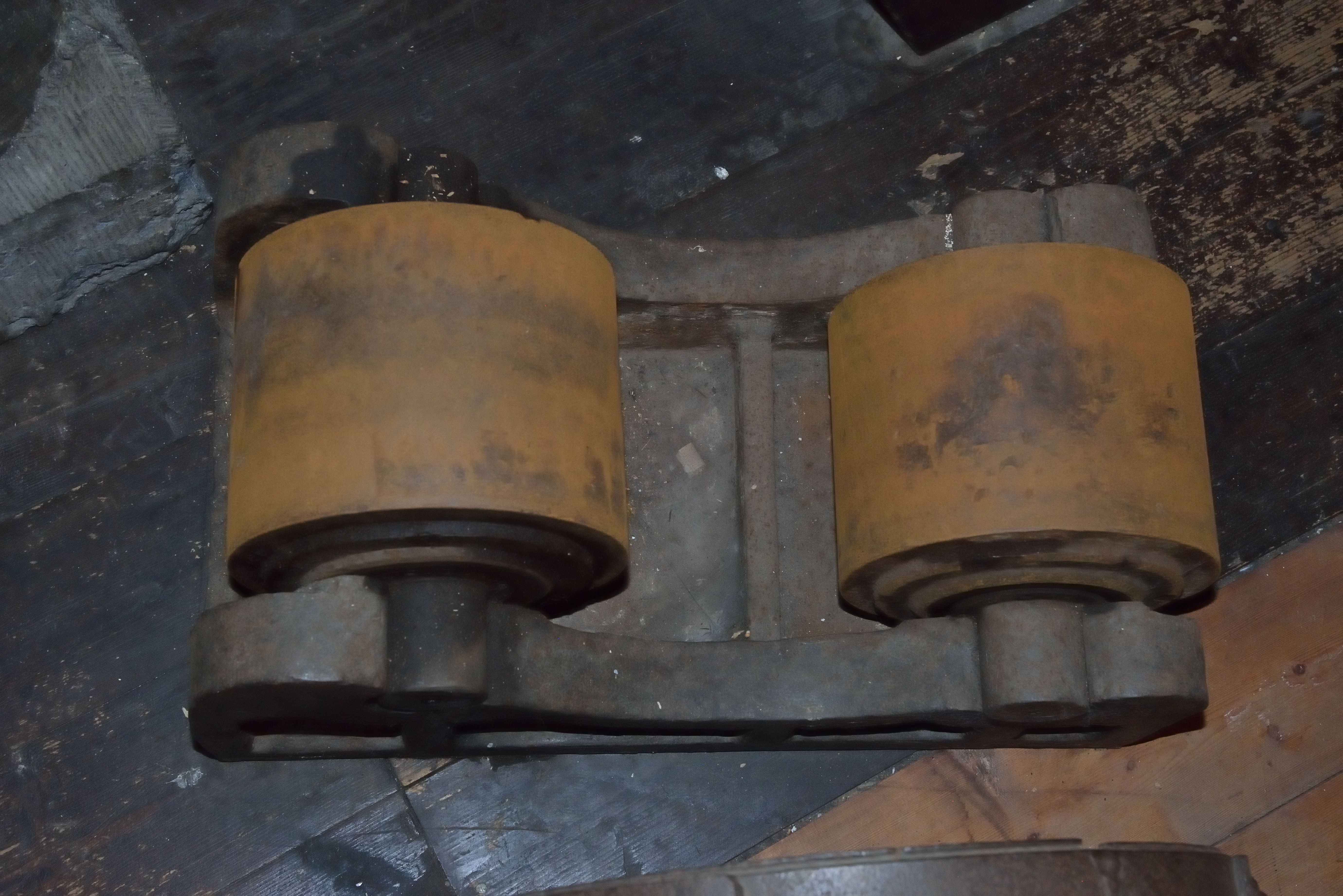
Dekkerlager bij molen De Valk in Leiden